# محمد زينو شومان
محمد زينو شومان (1953 -)، شاعر وأديب لبناني معاصر، صنّفه الدكتور حسن جعفر نور الدين في موسوعته من الشعراء الصعاليك.

## ولادته ونشأته
ولد عام 1953 في بلدة زفتا العاملية (جنوب لبنان)، من عائلة فقيرة تعمل في الزراعة، فدرس الابتدائية في مدرسة قروية أشبه ما تكون بالكتاتيب، وتابع المرحلة المتوسطة في المدارس الحكومية، وتوقف عن الدراسة قبل إتمام المرحلة الثانوية بسبب الحرب الأهلية التي كانت تعصف بلبنان وكذلك بسبب قصر ذات اليد.

## عمله
هاجر إلى دول الخليج وهو في منتصف العشرينيات من عمره وعمل هناك لمدة تقارب ال12 سنة، ثم عاد إلى لبنان في أواخر 1989 وبدأ بممارسة الصحافة والتعليم.

عمل مشرفا على تحرير الصفحة الثقافية في مجلة البلاد اللبنانية (1992 – 1996)، وعمل رئيسا لتحرير مجلة «الراية» (1997 – 2005). له مساهمات في الصحف والمجلات اللبنانية والعربية مثل: البلاد، النهار، السفير، جريدة الجمهورية المصرية وصحيفة الحياة.

## إصداراته
هو عضو في اتحاد الكتّاب العرب وإتحاد الكتّاب اللبنانيين، وله إصدارات عديدة، ومن دواوينه الشعرية:
- عائد إليك بيروت -1978
- مواعيد الشعر والجمر- 1984
- الهجرة إلى وجعي القديم- 1992
- قمر التراب- 1992
- طقوس الرغبة -1995
- أغمضت عشقي لأرى- 1995
- أهبط هذا الكون غريباً- 1999.
- مرواغات الفتى الهامشي - 2002
- قيامة القلق - 2003
- هوّة الأسماء - 2005
- لا تعاودي العبث - 2007
- مرقد عابر بن عابر - 2009

وفي النثر والأدب له:
- خنزير الحداثة - 2009

## وصلات خارجية
- الشاعر محمد زينو شومان: ثورة الشعر انتهت وبدأت ثورة الرغيف - مقابلة
- الشاعر اللبناني محمد زينو شومان: بيروت تؤمّن نافذة للمثقفين العرب وتتكامل مع شقيقاتها
- محمد زينو شومان في مقابلة مع القبس الكويتية: الشعر العربي يمر بمرحلة حرجة لكنه سيبقى
- مقال للسيد هاني فحص عن محمد زينو شومان
- مقال لحسن جعفر نور الدين في مجلة العربي عن ديوان محمد زينو شومان (مرقد عابر بن عابر)
- مقال في جريدة الرياض لمحمد علي شمس الدين عن كتاب (مرواغات الفتى الهامشي)